# فاليريو أجنولي
فاليريو أجنولي (بالإيطالية: Valerio Agnoli)‏ مواليد 6 يناير 1985 في ألاتري، هو دراج إيطالي في صنف سباق الدراجات على الطريق.

## روابط خارجية
- فاليريو أجنولي على موقع الاتحاد الدولي للدراجات (الإنجليزية)
- فاليريو أجنولي على موقع أرشيف الدراجات (الإنجليزية)
- فاليريو أجنولي على موقع إحصائيات الدراجات الإحترافية (الإنجليزية)
- فاليريو أجنولي على موقع نسبة الدراجات (الإنجليزية)
- فاليريو أجنولي على موقع CycleBase (الإنجليزية)